# Bahlingen am Kaiserstuhl
Bahlingen am Kaiserstuhl est une commune de Bade-Wurtemberg (Allemagne), située dans l'arrondissement d'Emmendingen, dans le district de Fribourg-en-Brisgau.

## Jumelages

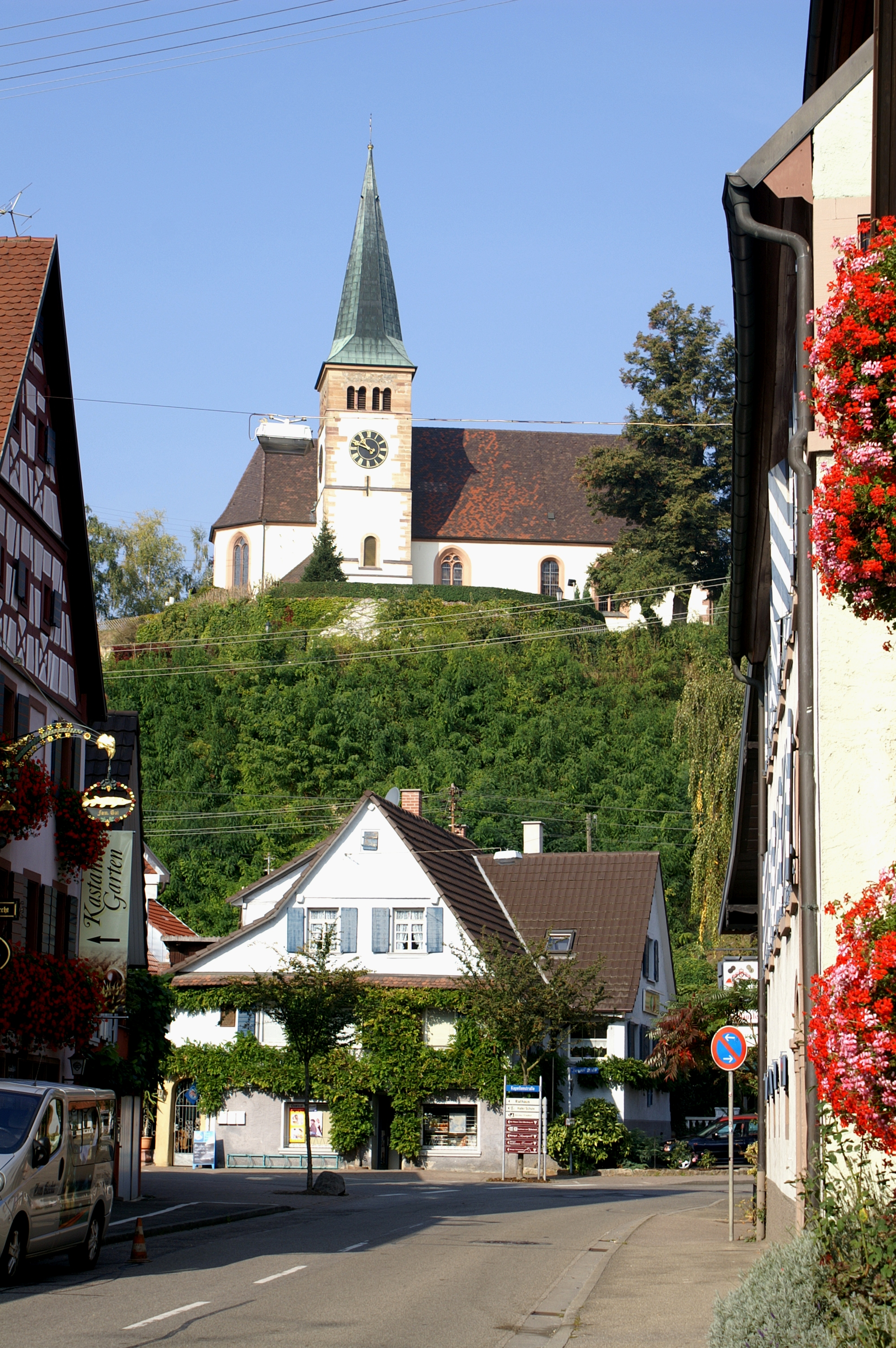
Bahlingen am Kaiserstuhl.

- Bischwihr (France) depuis 1996
- Holtzwihr (France) depuis 1996
- Riedwihr (France) depuis 1996
- Wickerschwihr (France) depuis 1996